# Académie des beaux-arts de Vienne
Pour les articles homonymes, voir Académie des beaux-arts et Akademie der Bildenden Künste.
L'Académie des beaux-arts de Vienne (en allemand : Akademie der bildenden Künste Wien) est une école d'art fondée en 1692 à Vienne (Autriche). L'une des instituts des arts les plus anciennes d'Europe centrale, elle est devenue université publique en 1998.

## Historique
L'Académie a été fondée en 1692 par Peter Strudel, sculpteur et peintre de cour autrichien, comme école privée sur l'exemple de l'académie de Saint-Luc à Rome. Encouragée par l'empereur Joseph Ier, l'institution au manoir Strudelhof a néanmoins cessé ses activités après la mort de Strudel en 1714. En 1725, l'empereur Charles VI la fait rouvrir sous la direction de Jacob van Schuppen, peintre baroque d'origine flamande. Le 20 janvier, van Schuppen a fondé une nouvelle école sous le nom d'« académie de cour » (K.k. Hofakademie). Dans les années qui suit le décès de Charles VI en 1740, durant la guerre de Succession d'Autriche, l'académie reçoit de moins en moins de soutiens financiers par la cour. 
Après la mort de Jacob van Schuppen, en 1751, le gouvernement de l'impératrice Marie-Thérèse se consacrait au rétablissement de l'école sous le retorat de Michelangelo Unterberger (de 1751 à 1754 et de 1757 à 1758) et de Paul Troger (de 1754 à 1757). À l'initiative du chancelier d'État Wenceslas Antoine de Kaunitz, une école de dessin a été fondée en 1758 ; un institut de gravure suivit en 1766 sous la direction de Jacob Matthias Schmutzer. En 1772, de nouvelles réformes réorganisent la structure organisationnelle de l'enseignement des arts : l'ensemble des établissements d'enseignement artistique existant à Vienne à cette époque furent réunis en une « Académie unie des beaux-arts » (K.k. vereinigte Academie der bildenden Künste). 
En 1872, l'empereur François-Joseph Ier approuve la loi faisant de l'Académie des beaux-arts l'autorité suprême des arts dans les pays autrichiens en tant que haute école étatique. À la même époque, un grand bâtiment italianisant est construit dans le cadre des travaux du Ring.
En octobre 1907 et en septembre 1908, le jeune Adolf Hitler tente par deux fois de s'inscrire à l'école de peinture de l'Académie dirigée par Christian Griepenkerl, mais sans succès. Au cours de l'Anschluss de l'Autriche au Troisième Reich en 1938, l'Académie est contrainte de réduire fortement le nombre de ses employés juifs. Après la Seconde Guerre mondiale, elle est rouverte et, en 1955, rendue autonome. 
En 1998, la haute école a obtenu le statut d'une université d'État, tout en conservant le nom d'origine « Académie des Beaux-Arts » (elle est actuellement la seule université autrichienne dont le mot « université » ne fait pas partie du nom). Ensuite, la division en écoles de maîtres qui existait depuis 1850 a été remplacée par des instituts universitaires. Il existe désormais :
- un Institut d'art et d'architecture (5 chaires d'architecture, 1 de scénographie),
- un Institut des arts plastiques (8 chaires de peinture, d'art graphique et d'art médiatique, 3 chaires de sculpture),
- un Institut des sciences et technologies de l'art (2 chaires : Restauration et conservation, Sciences/Technologies),
- un institut pour l'enseignement artistique (3 instituts ordinaires : Éducation plastique, Éducation manuelle et Création textile) et
- un institut pour les sciences artistiques et culturelles (5 instituts ordinaires : Histoire de l'art, Philosophie, Études culturelles, Philosophie de la culture, etc.).

## Bâtiment

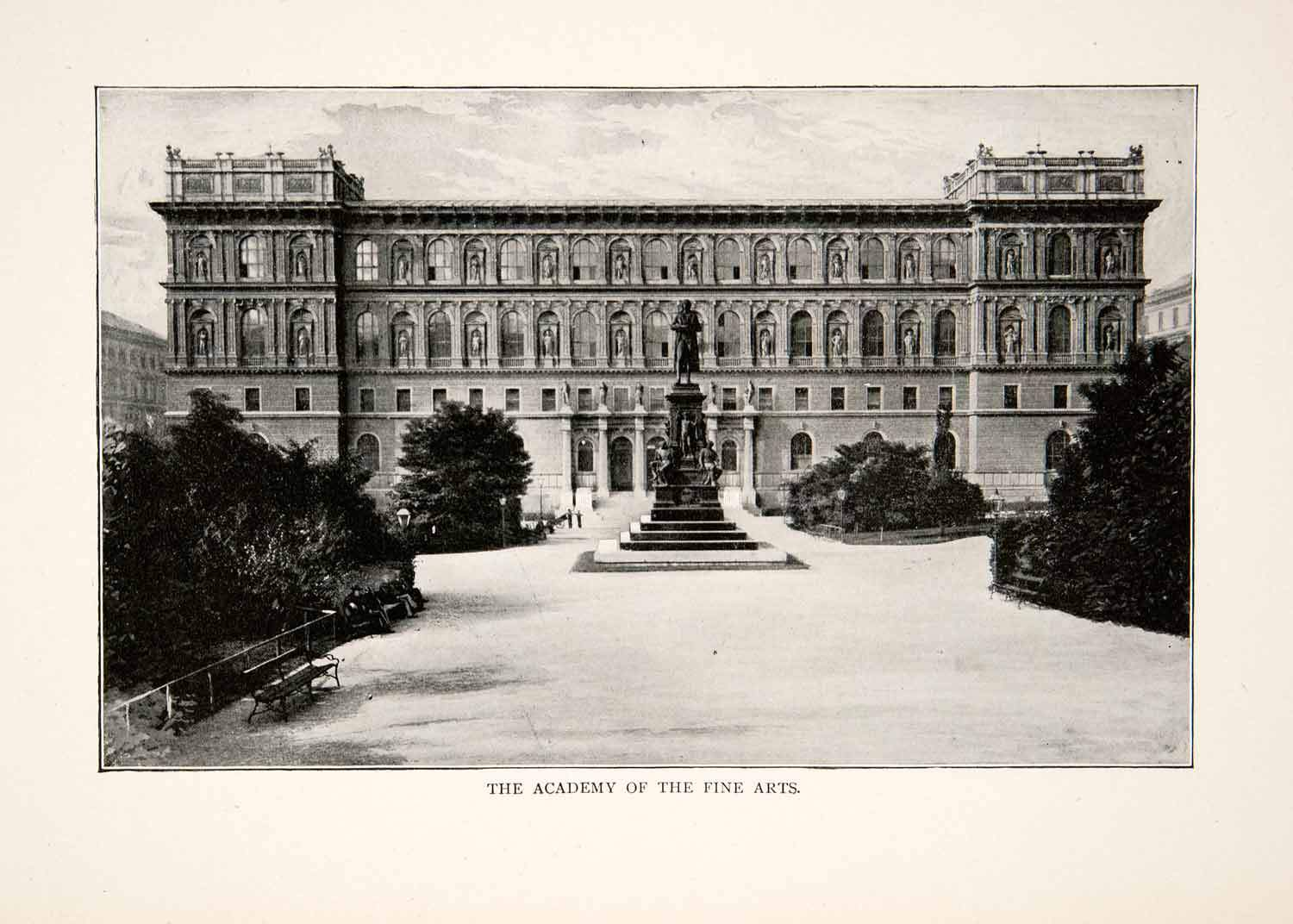
Bâtiment d'Aadémie, vers 1902.

Depuis le 1er avril 1877, l'institution se trouve dans le bâtiment d'académie sur le Ring, construit par Theophil Hansen, également directeur de l'institut d'architecture. Les travaux ont commencé en 1872 ; le 3 avril 1871, l'édifice en style néo-Renaissance a été cérémonieusement inauguré en prèsence de l'empereur François-Joseph Ier. La décoration intérieure, dont notamment les peintures de plafond dans la grande salle, fut confiée à Anselm Feuerbach.
Une galerie de peintures et le cabinet des estampes, l'une des plus importantes collections d'art graphique autrichiennes, sont rattachés à l'Académie. Les deux collections ont été conçues comme des "collections de matériel pédagogique" pour les étudiants de l'académie. De nombreux trésors artistiques ont été détruits par des bombardements aériens pendant la Seconde Guerre mondiale.

## Collections
C'est un décret qui a donné naissance à la collection : « Les membres feront don à l'Académie d'un exemple de leur œuvre en signe de commémoration éternelle ». En 1822, le comte Anton Lamberg (en) lègue une très importante collection de 740 tableaux de maîtres : la richesse de ce don, qui comprend une toile de Jérôme Bosch, des dessins de Rubens et des paysages hollandais, hisse la galerie au niveau international. Plus tard, le prince Jean II de Liechtenstein fait une donation importante de peintures italiennes, comprenant 58 tableaux. Aujourd'hui la galerie compte 1 500 tableaux, dont seule une petite partie peut être accrochée. Devenue le premier musée public de Vienne, c'est le plus grand ensemble de tableaux en Autriche après le Kunsthistorisches Museum. 

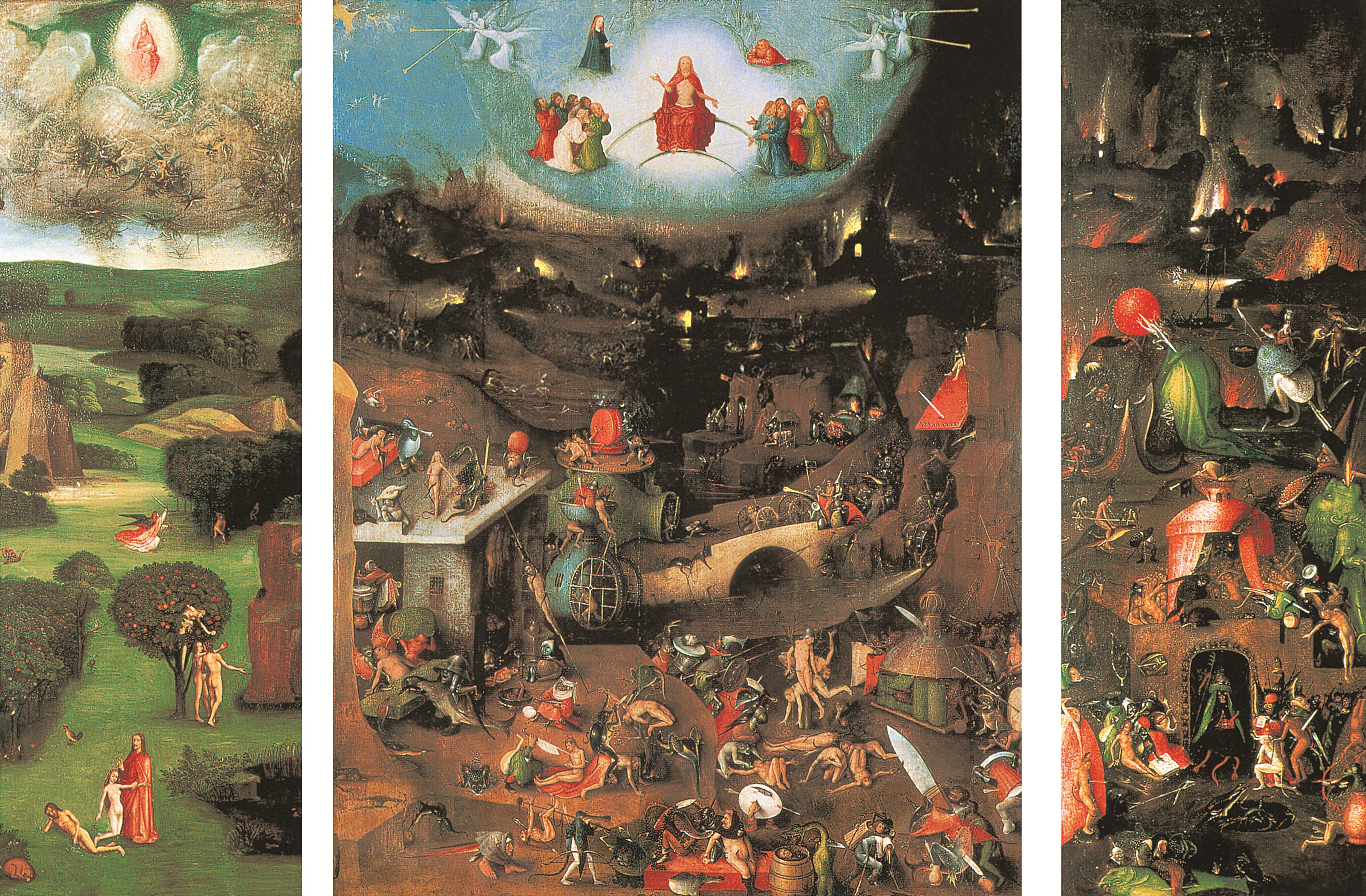
Bosch : Triptyque du Jugement Dernier
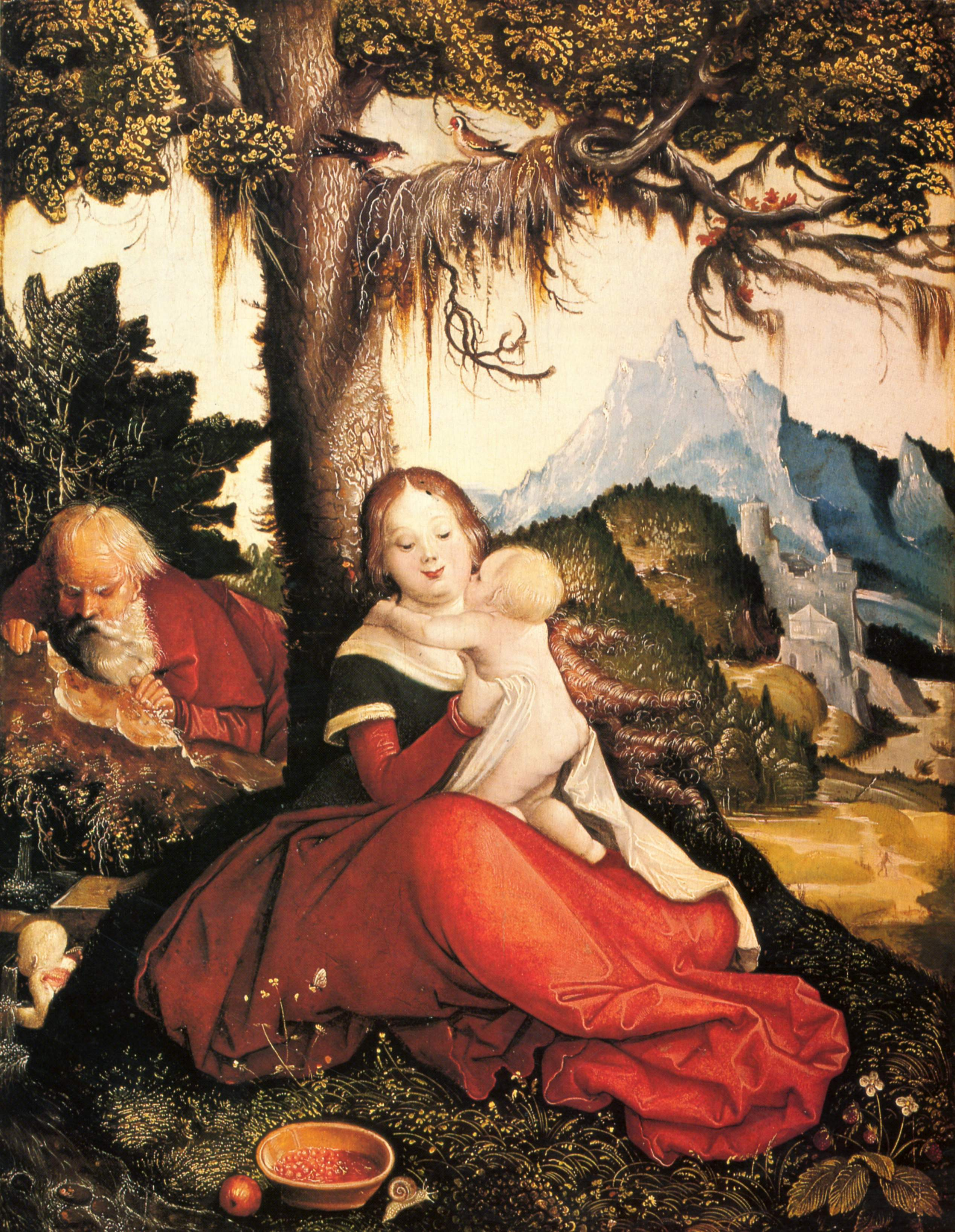
Hans Baldung : Sainte Famille dans un paysage
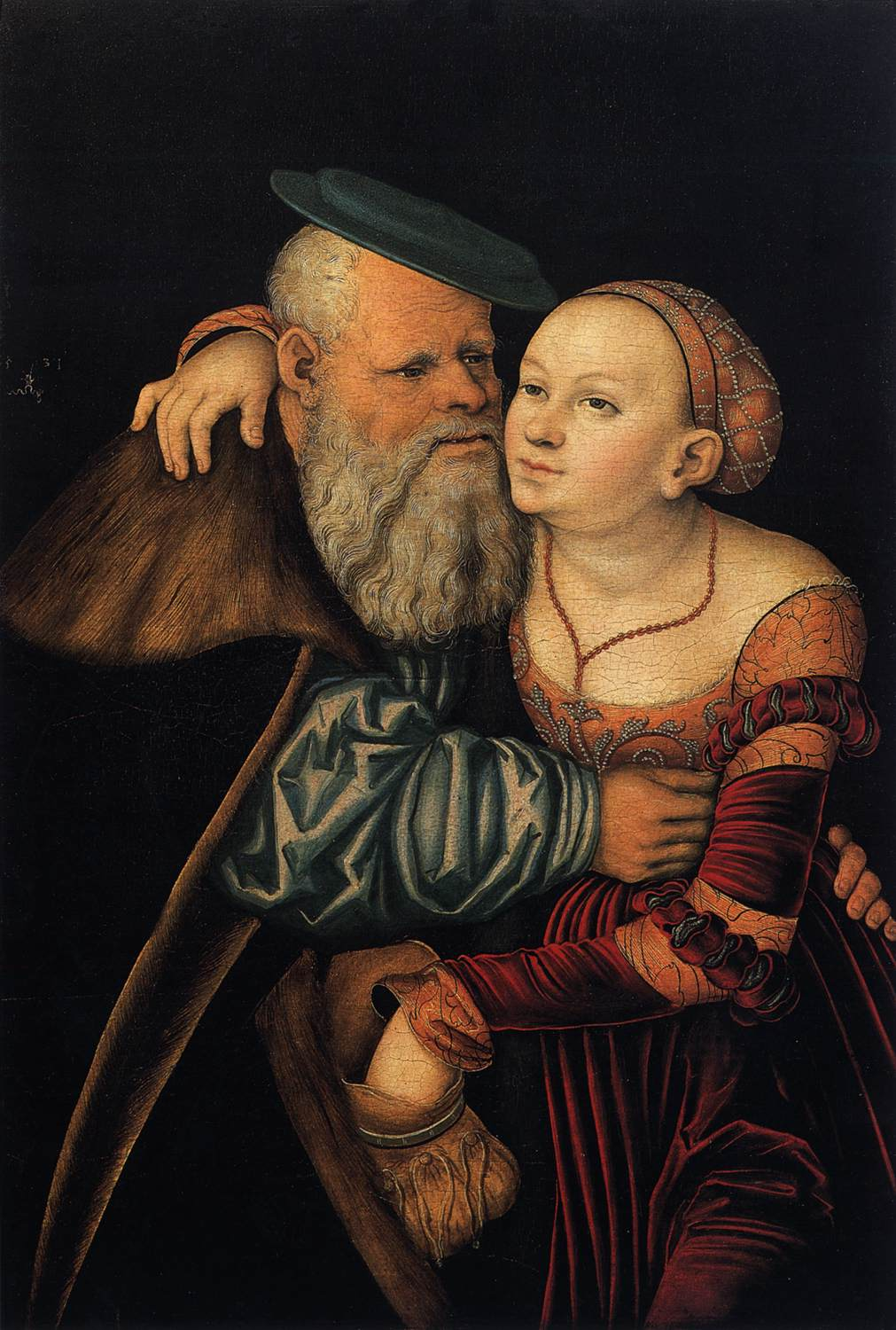
Cranach l'Ancien : couple impair
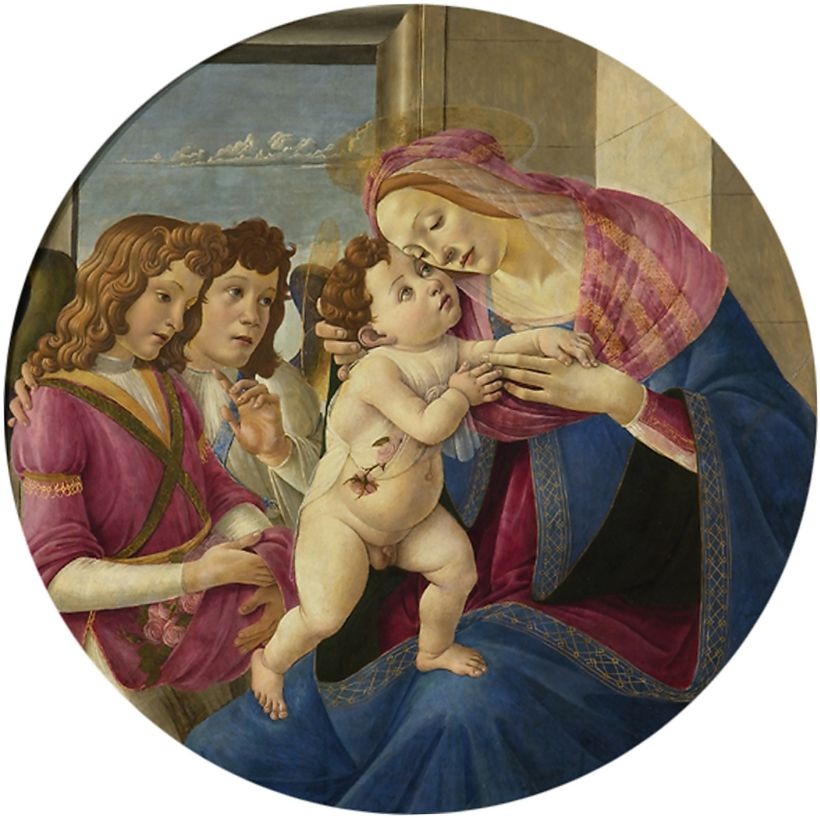
Botticelli : Vierge à l'Enfant avec deux Anges
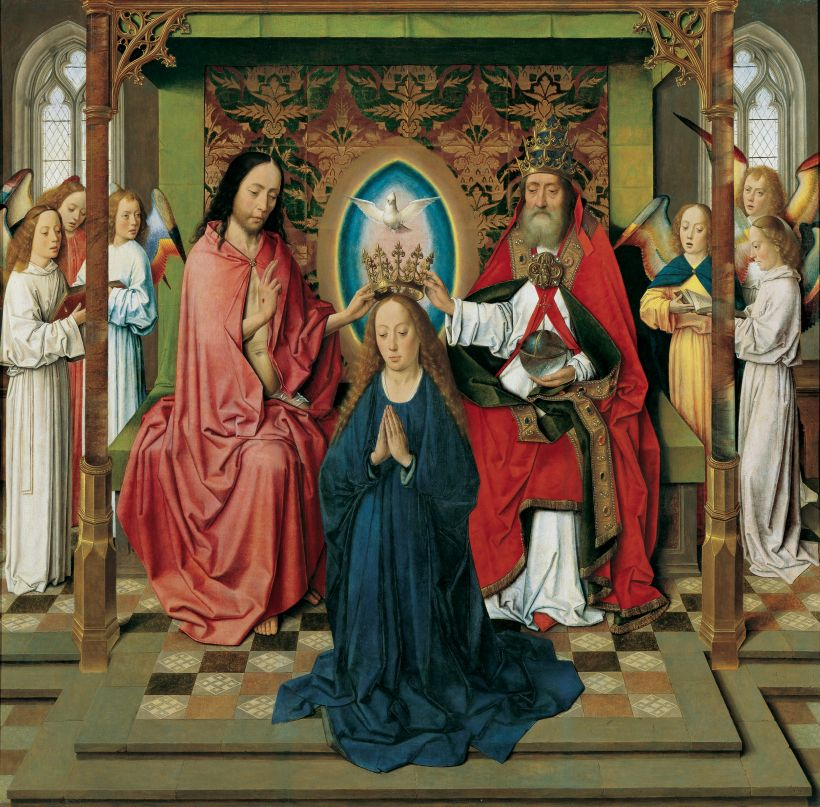
Dieric Bouts : Le couronnement de la Vierge
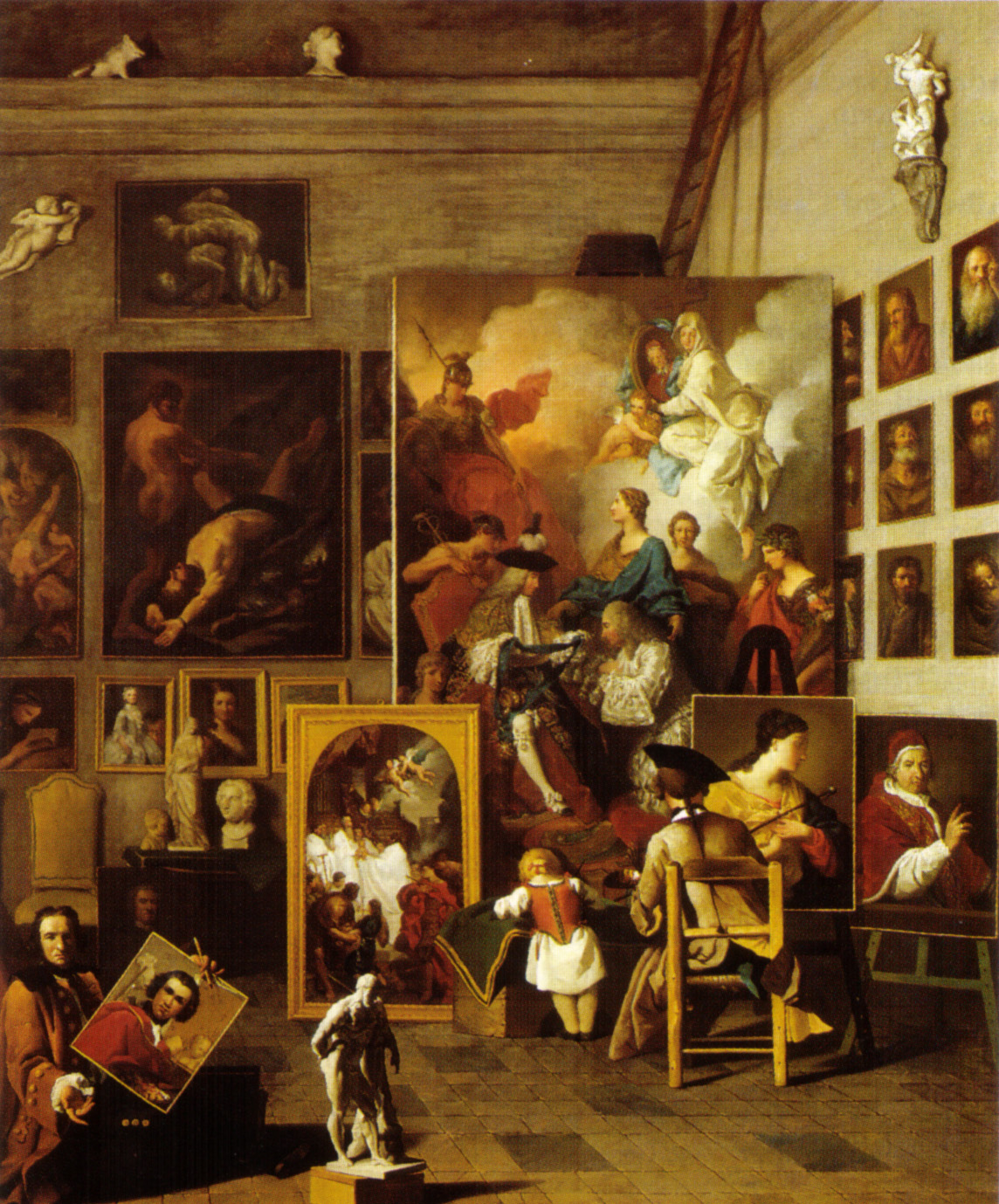
Subleyras : L'Atelier de l'artiste

## Quelques élèves et professeurs

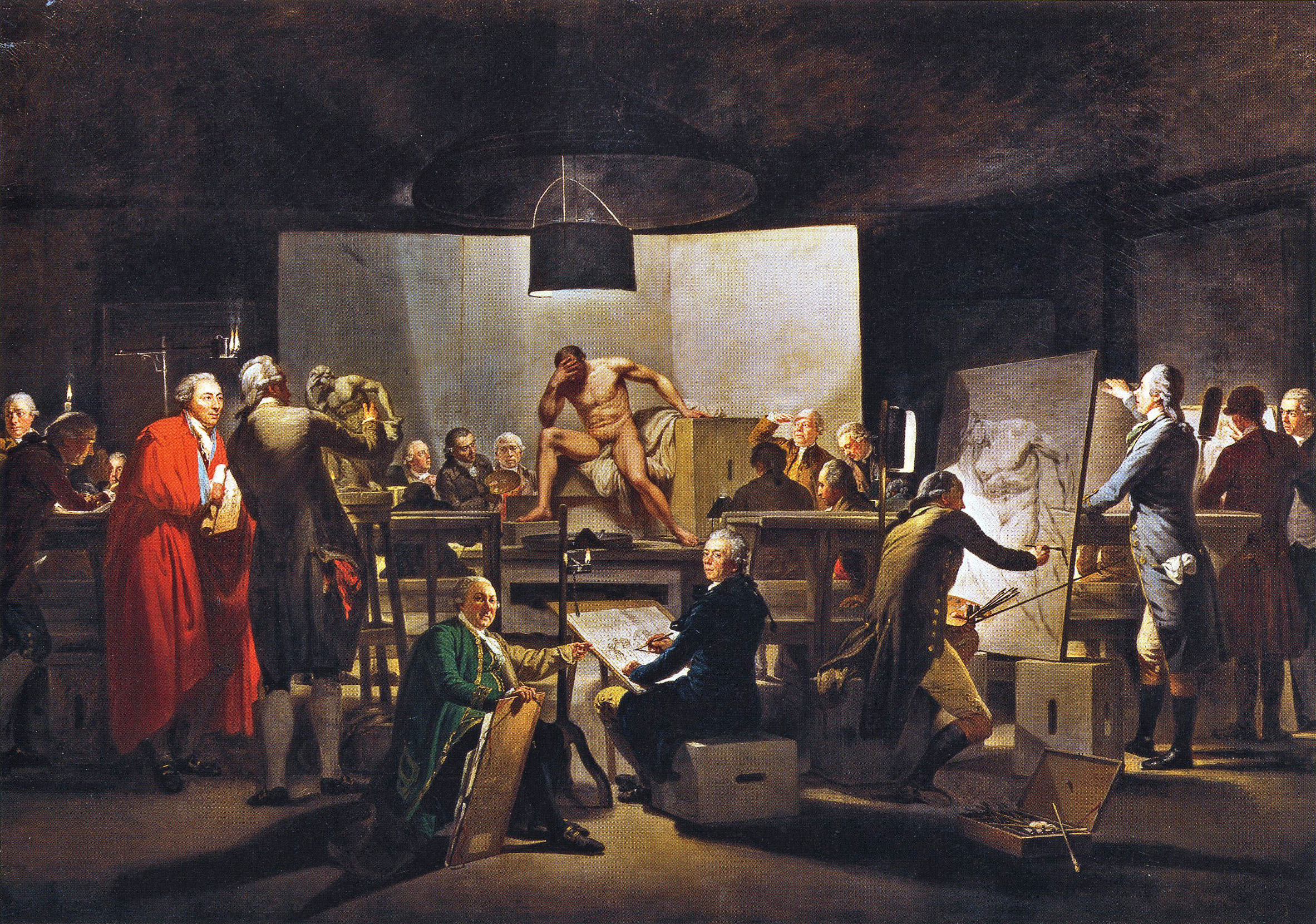
Martin Ferdinand Quadal, Salle d'études de l'Académie des Beaux-Arts de Vienne, (1787).

- Michelangelo Unterberger (1695–1758)
- Paul Troger (1698-1762)
- Johann Georg Platzer (1704-1761)
- Franz Anton Maulbertsch (1724-1796)
- Ignaz Günther (1725-1775)
- Franz Sigrist (1727-1803)
- Martin Ferdinand Quadal (1736-1808)
- Johann Nepomuk Hoechle (1790-1835)
- Julius Schnorr von Carolsfeld (1794-1872)
- Eduard Friedrich Leybold (1798-1879)
- Eduard Gurk (en) (1801-1841)
- Joseph Heicke (1811-1861)
- Rudolf von Alt (1812-1905)
- Anselm Feuerbach (1829 - 1880)
- Otto Wagner (1841-1918)
- Adolf Hirémy-Hirschl (1860-1933)
- Franz Cižek (1865-1946)
- Carl Hollitzer (1874-1942)
- Franz Baumgartner (de) (1876-1946)
- Hans Zatzka (1877 - 1882)
- Joseph Urbania (1877-1943)
- Franz Windhager (1879 - 1959)
- Karl Borschke (1886 - 1941)
- Clemens Holzmeister (1886-1983)
- Hans Neumann (1888-1960)
- Egon Schiele (1890-1918)
- Élisabeth Ronget (1893-1962)
- Caspar Neher (1897 - 1962)
- Hildegard Joos (1909-2005)
- Roland Rainer (1910-2004)
- Maximilian Melcher (1922-2002)
- Christa Hauer-Fruhmann (1925-2013)
- Anna Noeh (1926-2016)
- Friedensreich Hundertwasser (1928-2000)
- Alfred Hrdlicka (1928-2009)
- Ernst Fuchs (1930)
- Florentina Pakosta (1933)
- Linda Christanell (1939)
- Peter Pongratz (1940-)
- Luba Genush (1943-1948)
- Harun Farocki (1944)
- Ingeborg G. Pluhar (1944)
- Erich Wonder (de) (1944)
- Meina Schellander (1946)
- Josef Bramer (1948)
- Gottfried Helnwein (1948)
- Erwin Wurm (1954)
- Diedrich Diederichsen (en) (1957)
- Nasrine Seraji (1957)
- Heimo Zoberning (1958)
- Andrea Maria Dusl (1961)
- Daniel Richter (1962)
- Helmut Ditsch (1962)
- Oz Almog (1956)
- Iris Andraschek-Holzer (1982-1988)
- Christiane Peschek (1984-)
- Stefanie Sargnagel (1986-)